# 175437 Zsivotzky
175437 Zsivotzky este o planetă minoră (asteroid) din centura de asteroizi. A fost descoperită pe 21 august 2006 la Piszkéstetői Obszervatórium⁠(d) de Krisztián Sárneczky⁠(d) și a fost numită după Zsivótzky Gyula⁠(d). 
Obiectul prezintă o orbită caracterizată de o semiaxă mare de 2,8046941905643 UAi, o excentricitate de 0,24, o înclinație de 8,7 ° în raport cu ecliptica.